# Гідо Каррільйо
Гідо Марсело Каррільйо (ісп. Guido Marcelo Carrillo; нар. 25 травня 1991 року, Буенос-Айрес, Аргентина) — аргентинський футболіст, нападник клубу «Ельче».

## Клубна кар'єра
Каррільйо — вихованець клубу «Естудьянтес». 2 червня 2011 року в матчі проти «Уракана» дебютував в аргентинській Прімері. 18 вересня в поєдинку проти «Архентінос Хуніорс» Гідо забив свій перший гол за клуб. 25 лютого 2015 року в матчі Кубка Лібертадорес проти еквадорської «Барселони» Каррільйо зробив хет-трик.
20 червня 2015 року Гідо перейшов до французького «Монако». Сума трансферу становила 8,8 мільйона євро. 8 серпня в матчі проти «Ніцци» він дебютував у Лізі 1, замінивши в другому таймі Антоні Марсьяля. 2 грудня у поєдинку проти «Канна» Каррільйо забив свій перший гол за «Монако». 2017 року він допоміг «Монако» вперше за 17 років виграти чемпіонат. У складі «монегасків» нападник провів 95 матчів, забив 21 гол і віддав 9 результативних передач.
26 січня 2018 року оголошено про перехід Карільйо в англійський «Саутгемптон» за 22 мільйони євро. 27 січня в поєдинку Кубка Англії проти «Вотфорда» Гідо дебютував за новий клуб. 31 січня в матчі проти «Брайтон енд Гоув Альбіон» він дебютував в англійській Прем'єр-лізі, замінивши у другому таймі Душана Тадича. Влітку 2018 року Карільйо віддали в оренду до іспанського «Леганеса». 20 серпня в матчі проти «Атлетіка» з Більбао він дебютував у Ла-Лізі. 1 вересня в поєдинку проти мадридського «Реала» Гідо забив свій перший гол за «Леганес».

## Статистика виступів

### За клуб
Станом на 23 червня 2020
| Клуб               | Сезон              | Ліга                     | Ліга | Ліга | Національний кубок | Національний кубок | Кубок ліги | Кубок ліги | Європа | Європа | Інші | Інші | Загалом | Загалом |
| Клуб               | Сезон              | Дивізіон                 | Ігри | Голи | Ігри               | Голи               | Ігри       | Голи       | Ігри   | Голи   | Ігри | Голи | Ігри    | Голи    |
| ------------------ | ------------------ | ------------------------ | ---- | ---- | ------------------ | ------------------ | ---------- | ---------- | ------ | ------ | ---- | ---- | ------- | ------- |
| Естудьянтес        | 2010–11            | Прімера Дивізіон         | 4    | 0    | —                  | —                  | —          | —          | —      | —      | —    | —    | 4       | 0       |
| Естудьянтес        | 2011–12            | Прімера Дивізіон         | 22   | 2    | 1                  | 1                  | —          | —          | —      | —      | —    | —    | 23      | 3       |
| Естудьянтес        | 2012–13            | Прімера Дивізіон         | 29   | 4    | 1                  | 0                  | —          | —          | —      | —      | —    | —    | 30      | 4       |
| Естудьянтес        | 2013–14            | Прімера Дивізіон         | 37   | 13   | 3                  | 1                  | —          | —          | —      | —      | —    | —    | 40      | 14      |
| Естудьянтес        | 2014               | Прімера Дивізіон         | 16   | 5    | 0                  | 0                  | —          | —          | 6      | 3      | —    | —    | 22      | 8       |
| Естудьянтес        | 2015               | Прімера Дивізіон         | 11   | 4    | 1                  | 2                  | —          | —          | 10     | 7      | —    | —    | 22      | 13      |
| Естудьянтес        | Загалом            | Загалом                  | 118  | 28   | 6                  | 4                  | 0          | 0          | 16     | 10     | 0    | 0    | 140     | 42      |
| Монако Б           | 2015–16            | Національний чемпіонат 2 | 1    | 0    | —                  | —                  | —          | —          | —      | —      | —    | —    | 1       | 0       |
| Монако             | 2015–16            | Ліга 1                   | 31   | 4    | 2                  | 0                  | 0          | 0          | 7      | 1      | —    | —    | 40      | 5       |
| Монако             | 2016–17            | Ліга 1                   | 19   | 7    | 2                  | 1                  | 2          | 0          | 8      | 0      | —    | —    | 31      | 8       |
| Монако             | 2017–18            | Ліга 1                   | 15   | 4    | 1                  | 3                  | 2          | 1          | 5      | 0      | 1    | 0    | 24      | 8       |
| Монако             | Загалом            | Загалом                  | 65   | 15   | 5                  | 4                  | 4          | 1          | 20     | 1      | 1    | 0    | 95      | 21      |
| Саутгемптон        | 2017–18            | Прем'єр-ліга (Англія)    | 7    | 0    | 3                  | 0                  | 0          | 0          | —      | —      | —    | —    | 10      | 0       |
| Леганес (оренда)   | 2018–19            | Ла-Ліга                  | 32   | 6    | 1                  | 0                  | —          | —          | —      | —      | —    | —    | 33      | 6       |
| Леганес (оренда)   | 2019–20            | Ла-Ліга                  | 24   | 1    | 3                  | 3                  | —          | —          | —      | —      | —    | —    | 27      | 4       |
| Леганес (оренда)   | Загалом            | Загалом                  | 56   | 7    | 4                  | 3                  | 0          | 0          | 0      | 0      | 0    | 0    | 60      | 10      |
| Загалом за кар'єру | Загалом за кар'єру | Загалом за кар'єру       | 247  | 50   | 18                 | 11                 | 4          | 1          | 36     | 11     | 1    | 0    | 306     | 73      |

## Досягнення
- Чемпіон Аргентини: 2010/2011А
- Чемпіон Франції: 2016/2017
- Володар Кубка Аргентини: 2023